# Google AI
Google AI és una divisió de Google dedicada a la intel·ligència artificial. Va ser anunciat a Google I/O 2017 pel CEO Sundar Pichai.
Projectes:
- Servei de TPU (unitats de processament tensor) basades en núvol per desenvolupar programari d'aprenentatge automàtic.[3][4]
- Desenvolupament de TensorFlow.[5]
- El núvol de recerca TPU ofereix accés gratuït a un clúster de TPU al núvol als investigadors que es dediquen a la investigació d'aprenentatge automàtic de codi obert.[6]
- Portal de més de 5.500 publicacions de recerca (a partir de setembre de 2019) del personal de Google.[7]
- Magenta: un equip de recerca d'aprenentatge profund que explora el paper de l'aprenentatge automàtic com a eina en el procés creatiu.[8] L'equip ha llançat molts projectes de codi obert que permeten a artistes i músics ampliar els seus processos mitjançant IA.[9]
- Sycamore : un nou processador quàntic programable de 54 qubits.[10]
- LaMDA : una família de models de llenguatge neuronal conversacional.[11]